# Kranj

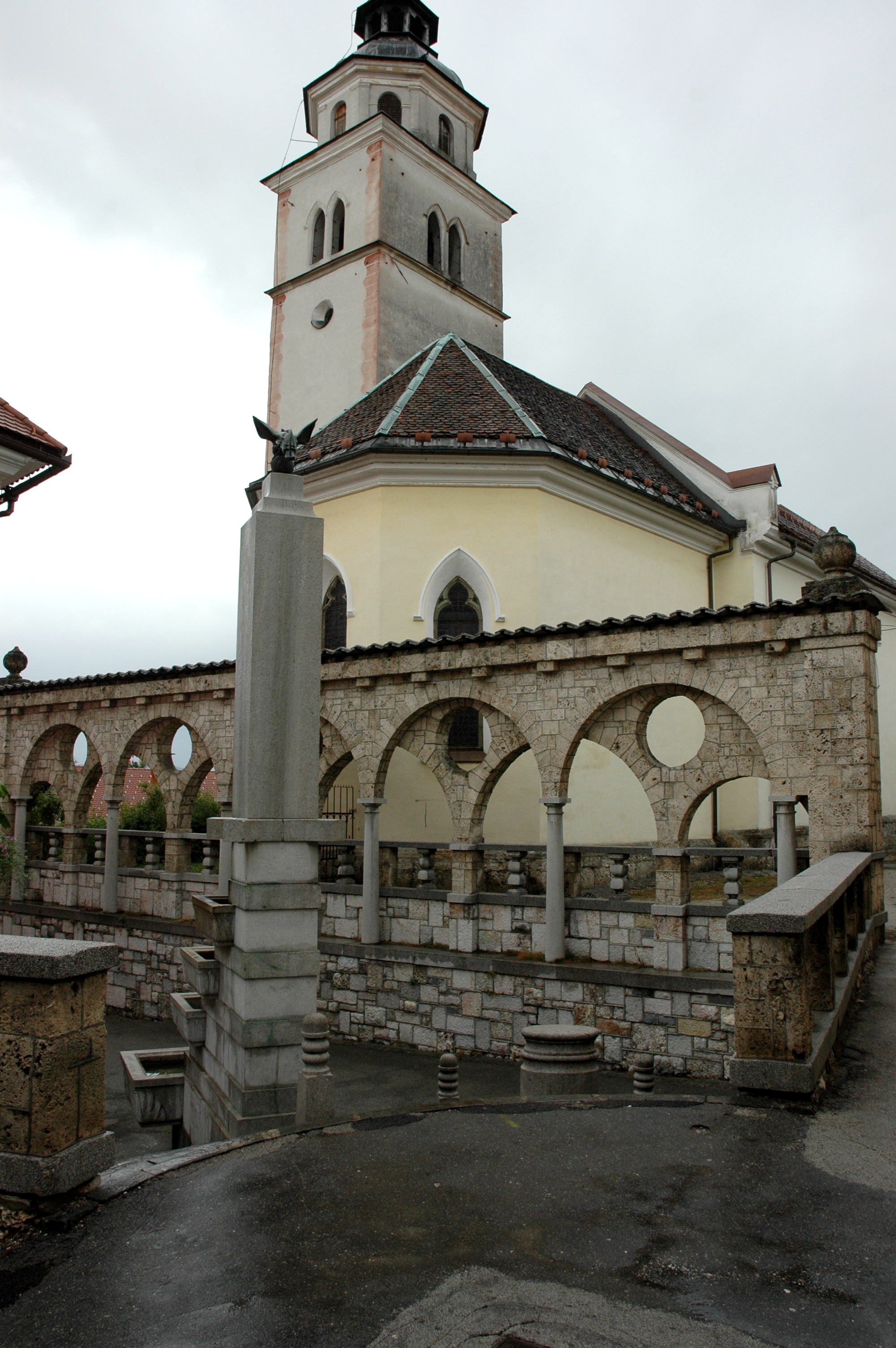
Arcades i font de l'arquitecte Joze Plecnik

Kranj (alemany: Krainburg) és la quarta ciutat més gran d'Eslovènia, aproximadament a 20 km cap al nord de Ljubljana amb una població de 37.553 habitants al centre i 56.081 a la mancomunitat de tots els barris exteriors el 2017. Situada a la part central de Gorenjska, la regió nord-occidental d'Eslovènia, al peu de les muntanyes. És principalment una ciutat industrial amb una forta indústria electrònica. També ha conservat un nucli antic medieval al punt de trobada dels rius Kobra i Sava.
La ciutat se situa a la connexió ferroviària i viària entre Ljubljana, Jesenice, Villach i Múnic. L'aeroport de Ljubljana (a Brnik) també és molt a prop de Kranj.
El nom de l'antiga província austríaca de la Carniola (fins al 1918, en eslovè Kranjska) prové d'aquesta ciutat, de la qual fou originàriament la seva capital, juntament amb els Alps carnians, actualment a la frontera entre Àustria i Itàlia.

## Història
El promontori de roca grisa en el qual la ciutat antiga de Kranj estava situada va ser habitada des del segle i aC a l'edat mitjana, que es convertiria en un centre de comerç important i per això adquiria l'estatus de ciutat al segle xiii. El desenvolupament de la indústria de ferro a Gorenjska i Carinthia al segle xvi també va influir en el creixement econòmic de la ciutat. Els primers fabricants apareixien a la primera meitat del segle xix i s'incrementaren al pas cap al segle xx. D'aquesta manera, Kranj es convertia en centre econòmic, comercial, cultural, administratiu, educatiu, i religiós de la regió de Gorenjska, tal com ho és encara avui dia.
Kranj també s'anomena la ciutat de Preseren perquè el poeta més gran d'Eslovènia, France Preseren (1800-1849), hi va viure, treballar i morir.

## Economia
Hi destaquen la indústria de pneumàtic, calçat, teixit i electrònica.

## Llocs d'interès
- les arcades i font de l'arquitecte Joze Plecnik,
- l'ajuntament del segle xvi i xvii,
- la casa Pavslar,
- el castell Kislkamen.

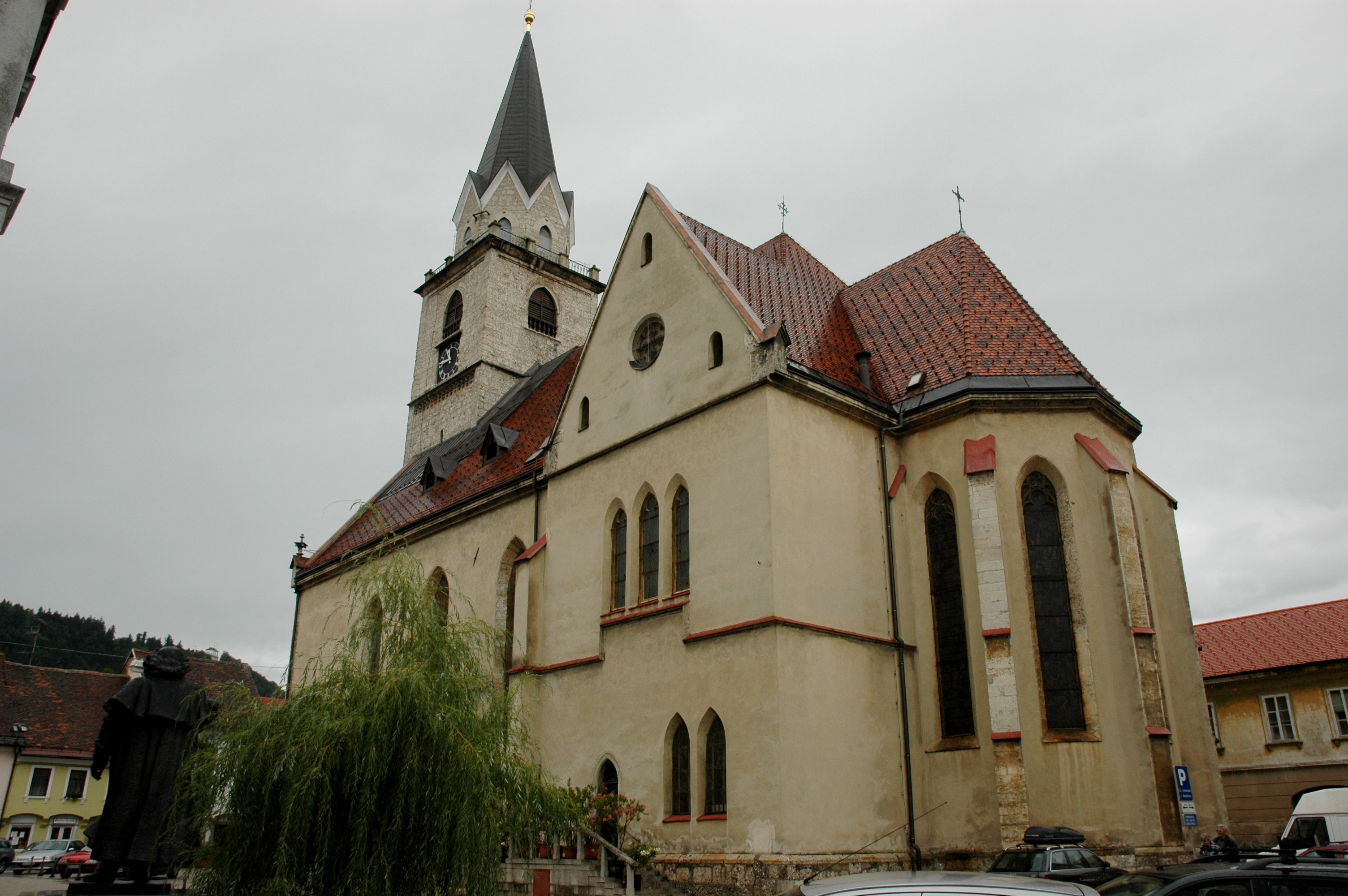
L'església de Sant Kancijan

- l'església de Sant Kancijan, monument gòtic completat el 1491,
- l'església de Rozenvenska ('Rosari'),
- l'església de Sant Sebastià.